# Dick Roth
Pour les articles homonymes, voir Richard Roth et Roth.
Richard William Roth dit Dick Roth, né le 26 septembre 1947 à Palo Alto (Californie), est un nageur américain.

## Biographie
Aux Jeux olympiques d'été de 1964 à Tokyo, Dick Roth remporte la médaille d'or en finale du 400 mètres quatre nages. Peu de temps avant cette finale, le nageur Americain est atteint d'une crise d'appendicite, mais il refuse l'opération et insiste pour que les chirurgiens la retardent pour lui permettre de nager lors de la finale.
Dick Roth, qui a fréquenté l'université Stanford, a remporté six titres AAU I M[Quoi ?] en plein air avant de prendre sa retraite à l'âge de 19 ans.
Il entre à l'International Swimming Hall of Fame en 1987.